# 山﨑心
山﨑 心（やまさき こころ、2003年〈平成15年〉2月26日 - ）は、日本のモデル、タレントYouTuber、TikToker。大阪府出身。Churros所属。ABEMA「恋する♥週末ホームステイ」に計4度出演。

## 経歴
2019年6月11日、Churrosに所属。
2020年2月2日、第8回制服アワードにて準優勝受賞。

## 人物
- 趣味はアニメ鑑賞。
- 特技はギター。
- 抜群のスタイルを活かした自身のファッションや美容に対する知識や経験を活かし、SNSでは多くの情報を発信しており、ファンの支持を得ている。

## 出演

### モデル
- &rere
- SEASON
- 第8回制服アワード準優勝[1]。
- 振袖専門店えどしふる
- 兵庫県警察PRモデル[2]

### TV
- 恋する♥週末ホームステイ2019秋（2019年10月29日 - 12月31日、ABEMA）。
- 恋する♡週末ホームステイ2020春（2020年3月3日 - 6月9日、ABEMA）。
- 恋する♡週末ホームステイ2020夏（2020年6月30日 - 9月15日、ABEMA）。
- 恋する♡週末ホームステイ2021冬（2021年2月16日 - 4月6日、ABEMA）。
- PreTV（2021年6月）
- ドラマ呪いの彫像（2022年10月）- 東城真咲 役
- LAST TEEN2 supported by ZOZOTOWN （2022年11月、ABEMA）

### CM
- ZOZOTOWN（2022年10月）
- ミクチャ（2022年11月）
- Google Pixel（2022年11月）
- アカリク（2023年1月）

### イベント
- 関西コレクション A/W（2019年8月）
- JAPANMODELS大阪（2019年11月）
- 神戸コレクション（2020年9月）
- NAGOYA FASHION FESTA（2020年1月）
- 関西コレクション S/S（2020年3月）
- 関西コレクション S/S（2021年3月）
- シンデレラフェス出演（2021年3月）
- 関西コレクション A/W（2021年9月）
- 神戸コレクション S/S（2022年3月）
- 神戸コレクション A/W（2022年9月）
- VENUS FES（2022年10月）
- RakutenGirlsAward（2022年10月）
- 関西コレクション S/S（2023年3月）
- 超十代 –ULTRSA TEENS FES-（2023年3月）
- 札幌コレクション S/S（2023年5月）